# Mister Supranacional 2023
Mister Supranacional 2023 fue la 7.ª edición del certamen Mister Supranacional, correspondiente al año 2023, se llevó a cabo el 15 de julio en el Anfiteatro Strzelecki Park de la ciudad de Nowy Sącz, Polonia. Candidatos de 34 países y territorios autónomos compitieron por el título. Al final del evento, Luis Daniel Gálvez, Mister Supranacional 2022 de Cuba, entregó su título a su sucesor, Iván Álvarez de España.

## Resultados
| Posiciones                | Concursante |
| ------------------------- | --- |
| Mister Supranacional 2023 | - España – Iván Álvarez |
| Primer finalista          | - Brasil – Henrique Martins |
| Segundo finalista         | - Países Bajos – Luca Derin |
| Tercer finalista          | - Corea del Sur – Lee Yoong-Woo § |
| Cuarto finalista          | - Camerún – Daniel Mbouda |
| Semifinalistas (Top 10)   | - México – Luis Carlos García - República Checa – Jakub Vitek - Ecuador – Bruno Barbieri - Tailandia – Topz Narhanon - Malasia – Danial Hansen ∆ |
| Cuartofinalistas (Top 20) | - Estados Unidos – Daniel Zemeida - Italia – Fabio Camattari - Francia – Quentin Bourg-Austruy - Panamá – Mario Bianco - Sudáfrica – Tylo Ribeiro - Polonia – Daniel Tracz - Filipinas – Johannes Risseler - Indonesia – Adib Dwitamma - Canadá – Luis Portelles § - Trinidad y Tobago – Keathon Yallery |

- ∆ Votado por el público de todo el Mundo vía internet para completar el cuadro de los 10 semifinalistas.
- § Ganadores de retos entran al cuadro de los 24 cuartofinalistas.

### Ganadores Continentales
| Continente | Candidato                             |
| ---------- | ------------------------------------- |
| África     | - Sudáfrica - Tylo Ribeiro            |
| América    | - México - Luis Carlos García         |
| Asia       | - Tailandia - Topz Narhanon           |
| Caribe     | - Trinidad y Tobago - Keathon Yallery |
| Europa     | - República Checa - Jakub Vitek       |

### Premios Especiales
| Título              | Candidato                  |
| ------------------- | -------------------------- |
| Mister Fotogénico   | - Polonia – Daniel Tracz   |
| Mister Personalidad | - Perú – Stefano Bermellón |
| Mister Talento      | - India – Raj Sunil Singh  |

### Retos
| Título          | Candidato                       |
| --------------- | ------------------------------- |
| Reto Fan Vote   | - Malasia – Danial Hansen       |
| Reto Influencer | - Malasia – Danial Hansen       |
| Reto Supra Chat | - Canadá – Luis Portelles       |
| Reto Top Model  | - Corea del Sur – Lee Yoong-Woo |

### Orden de Clasificación
| Top 20            | Top 10          | Top 5         |
| ----------------- | --------------- | ------------- |
| Canadá            | Malasia         | Camerún       |
| Corea del Sur     | Ecuador         | Brasil        |
| Malasia           | España          | Corea del Sur |
| Países Bajos      | Corea del Sur   | Países Bajos  |
| Filipinas         | México          | España        |
| Estados Unidos    | Camerún         |               |
| República Checa   | República Checa |               |
| México            | Brasil          |               |
| Trinidad y Tobago | Tailandia       |               |
| Tailandia         | Países Bajos    |               |
| Italia            |                 |               |
| Panamá            |                 |               |
| Brasil            |                 |               |
| España            |                 |               |
| Camerún           |                 |               |
| Polonia           |                 |               |
| Ecuador           |                 |               |
| Francia           |                 |               |
| Sudáfrica         |                 |               |
| Indonesia         |                 |               |

## Relevancia histórica del concurso
- España gana por primera vez Mister Supranacional, así mismo se convierte también en el primer europeo en ganar dicho título.
- Brasil obtiene el título de Primer Finalista por segunda ocasión. Anteriormente en 2019.
- Países Bajos obtiene el título de Segundo Finalista por primera vez.
- Corea obtiene el título de Tercer Finalista por primera ocasión.
- Camerún obtiene el título de Cuarto Finalista por primera vez.
- Filipinas clasifica por séptimo año consecutivo.
- Indonesia clasifica por cuarto año consecutivo.
- España, Francia y México clasifican por tercer año consecutivo.
- Brasil, Corea, Italia, Tailandia y Trinidad y Tobago clasifican por segundo año consecutivo.
- Polonia y República Checa clasificaron por última vez en 2021.
- Canadá, Ecuador, Estados Unidos y Sudáfrica clasificaron por última vez en 2019.
- Países Bajos y Panamá clasificaron por última vez en 2018.
- Camerún y Malasia clasifican por primera vez en la historia del concurso.
- República Dominicana debido a su ausencia, rompe una racha de clasificaciones que mantenía desde 2018.
- Perú y Venezuela rompen una racha de clasificaciones que mantenían desde 2019.
- India y Puerto Rico rompen una racha de clasificaciones que mantenían desde 2021.

## Candidatos
34 países compitieron por el título de Mister Supranacional 2023:.
| - Argentina — Giuliano Fessia - Bélgica — Ben Steyaert - Brasil — Henrique Martins - Camboya — Vorn Sela - Camerún — Daniel Mbouda - Canadá — Luis Portelles - Corea del Sur — Lee Yoong-Woo - Cuba — Richard Martínez - Ecuador — Bruno Barbieri - Eslovaquia — Tomáš Benko - España — Iván Álvarez - Estados Unidos — Daniel Zemeida - Filipinas — Johannes Rissler - Francia — Quentin Bourg-Austruy - Grecia — Mike Kolikas - Guinea Ecuatorial — Vicente Benjamín Roku - Italia — Fabio Camattari | - India — Raj Singh - Indonesia — Adib Dwitamma - Malasia — Daniel Hansen - México — Luis Carlos Cuadras - Namibia — Malan van den Berg - Nepal — Shishir Wagle - Países Bajos — Luca Derin - Panamá — Mario Bianco - Perú — Stephano Bermellón - Polonia — Daniel Tracz - Puerto Rico — Rafaél Pagán - República Checa — Jakub Vitek - Sudáfrica — Tylo Ribeiro - Tailandia — Topz Nathanon - Trinidad y Tobago — Keathon Yallery - Venezuela — Jorge Eduardo Núñez - Zimbabue — Tatenda Njanike |

## Sobre los países en Mister Supranacional 2023

### Naciones debutantes
- Camerún
- Malasia
- Zimbabue

### Naciones que se retiran este año
- Alemania
- El Salvador
- Haití
- Laos
- Malta
- Mauricio
- República Dominicana
- Vietnam

### Naciones que regresan la competencia
Compitieron por última vez en 2021:
- India
- Eslovaquia
- Sudáfrica

Compitieron por última vez en 2019:
- Canadá
- Guinea Ecuatorial